# Paronychia erecta
Paronychia erecta là loài thực vật có hoa thuộc họ Cẩm chướng. Loài này được (Chapm.) Shinners mô tả khoa học đầu tiên năm 1962.